# Kyrkeviken

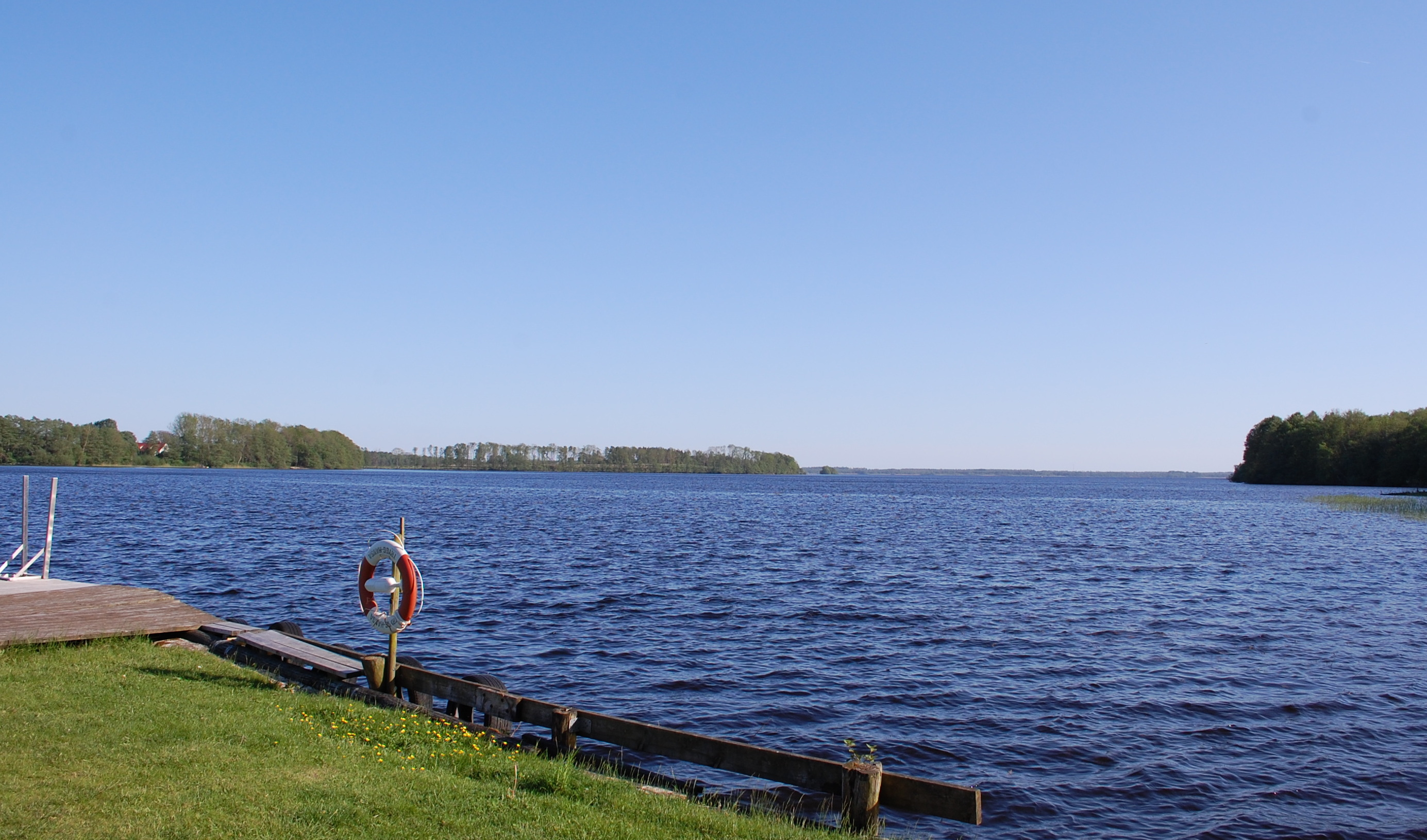
Kyrkeviken, Blick vom Nordwestufer

Kyrkeviken (deutsch: Kirchenbucht) ist eine Bucht der Insel Ivö im See Ivösjön in der schwedischen Provinz Skåne län.

## Lage
Die Bucht befindet sich im Süden der Insel und reicht etwa zwei Kilometer in das Inselinnere hinein. Sie teilt den südlichen Teil Ivös in zwei Halbinseln.
Am Nordwestufer der Bucht befindet sich die zum Ort Ivö gehörende Kirche von Ivö. Am Ostufer liegt der Weiler Hovgården mit dem historischen Biskopskällaren, am südwestlichen Ufer Sjötorpet. Die Wassertiefe in der Bucht beträgt bis zu fünf Meter.